# 新選組隊内において粛清された隊士
本項では、新選組隊内において粛清された隊士について列挙する。

## 新選組の内部粛清

### 近藤・土方体制をつくり上げる過程において
- 殿内義雄、家里次郎 - 主導権をにぎるため粛清。
- 新見錦 - 狼藉を詰められた末に切腹。ただし、脱隊の後預け先の長州で腹を切ったという説もある。
- 田中伊織 - 近藤の意に沿わない動きをしたため、彼の手により暗殺されたと言われる。
- 芹沢鴨、平山五郎 - 度重なる乱暴狼藉、酒乱のため寝込みを襲い暗殺。
- 野口健司 - 何らかの理由でとがめられ切腹（詳細不詳）。
- 平間重助 - 切腹こそ免れたが、立場上居場所がなくなり逐電。
- 佐々木愛次郎、佐伯又三郎 - 詳細不明。佐々木は巻き込まれ。芹沢に暗殺されたとの説がある。
- 荒木田左馬之助、御倉伊勢武、楠小十郎 - 斬殺。長州の間者として斬殺された。暗殺の罪をかぶせられたという説もある。
- 山南敬助 - 脱走の罪で切腹。
- 谷三十郎 - 暗殺説がある（病死説もあり確定していない）。

### 分隊行為・背反行為の粛清
- 田中寅蔵 - 御陵衛士の接触。
- 茨木司・佐野七五三之助・富川十郎・中村五郎 - 離隊して、御陵衛士に合流を図るも叶わず、嘆願先の会津藩邸で抗議の切腹（あるいは斬殺）。
- 伊東一派（御陵衛士・高台寺党）人材の流出を防ぐため、また、反体制になりつつあった薩摩に近づいたことで起きた確執による粛清。
  - 伊東甲子太郎 - 近藤に呼び出され帰り道で大石鍬次郎により斬殺。
  - 藤堂平助・毛内有之助・服部武雄 - 伊東の遺体引取りを口実に、誘き出して斬殺。
- 武田観柳斎 - 離隊後の薩摩との接触により斬殺。
- 浅野薫 - 脱走し、新選組の名を騙り金策をしたため。
- 柴田彦三郎 - 脱走の罪。
- 川島勝司 - 新選組の名を騙り勝手に金策をしたため。
- 酒井兵庫 - 脱走の罪。

### 倫理・道徳の徹底
- 松原忠司 - 土方に斬った男の妻のことを言われ心中、またはある失策がもとで切腹をはかり、その傷で死亡ともいわれている。
- 施山多喜人 - 人妻との不倫を咎められ、切腹。
- 河合耆三郎 - 隊費紛失の罪で切腹（斬首とも）。
- 田内知 - 妾の浮気相手に斬られ、そのまま逃げられた上に、大声で助けを呼んだ。この行動が士道不覚悟とされ切腹。
- 加納惣三郎 - 島原通いで金欠になった末、辻斬り強盗の常習となったため、土方に待ち伏せの上斬殺された。

## 関連記事
- 新選組 - 新選組の概要・隊士一覧など。
- 壬生浪士 - 殿内義雄・家里次郎らの粛清など。
- 御陵衛士 - 伊東甲子太郎・篠原泰之進ら高台寺党の概要。